# Deborah Vietor-Engländer

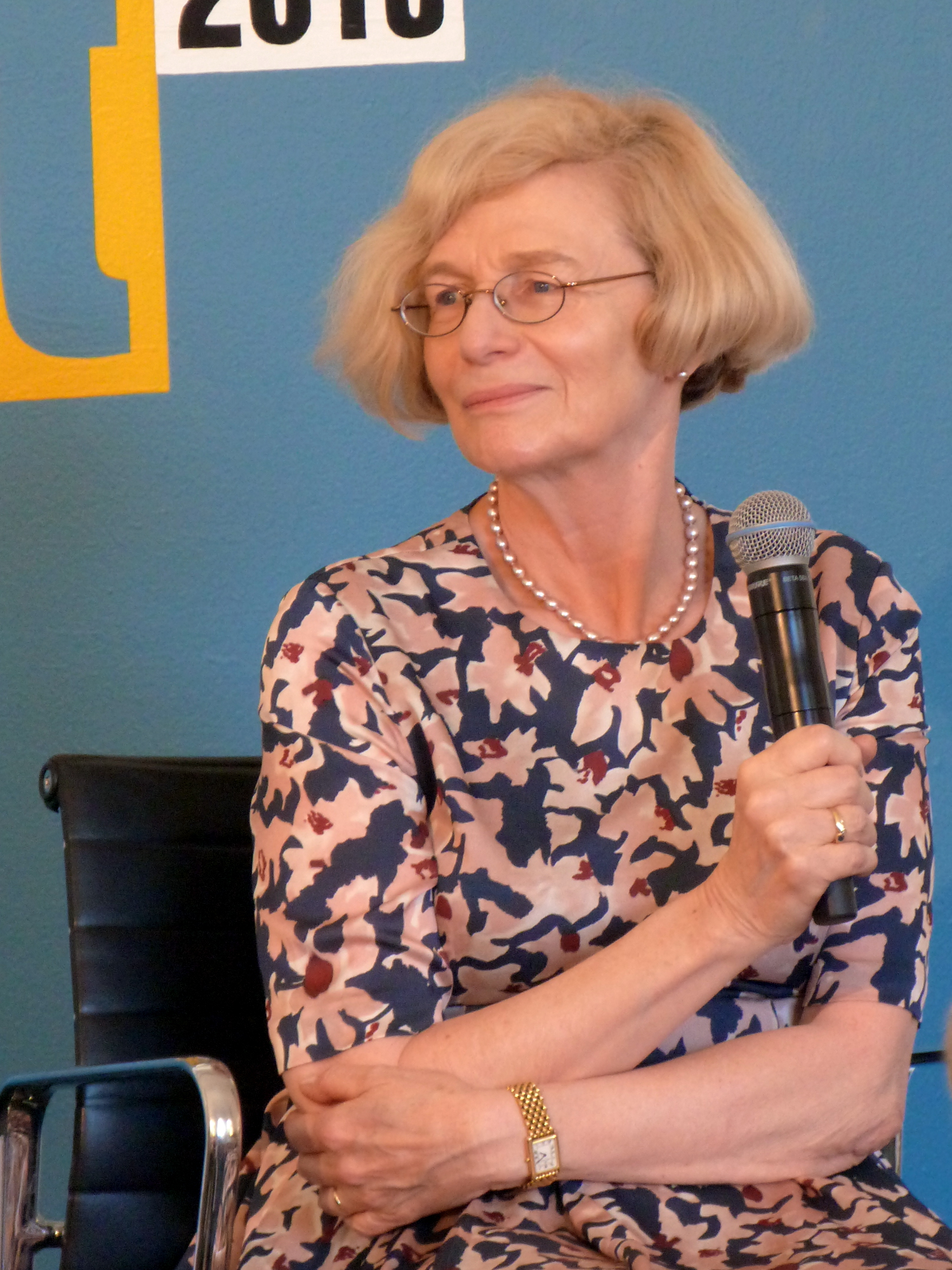
Deborah Vietor-Engländer (2016)

Deborah Judith Vietor-Engländer (geboren 23. September 1946 in London) ist eine britische Literaturwissenschaftlerin.

## Leben
Deborah Engländer ist die dritte Tochter von Otokar Elieser Engländer und Doris Engländer geb. Henley. Ihr Vater floh 1939 aus Prag und fand Zuflucht in Großbritannien, ihre Schwester Shulamit Engländer Amir wurde von Nicholas Winton mit einem Kindertransport 1939 nach London gerettet. Deborah Engländer besuchte Haberdashers’ School for Girls in London und studierte ab 1964 Deutsch und Französisch am University College London (B.A.) und in Bonn. Sie arbeitete danach als freiberufliche Autorin für den BBC German Service und unterrichtete am Polytechnic of Central London. Sie arbeitete für die Fontane-Briefausgabe und promovierte bei Walter Jens an der Universität Tübingen über Faust in der DDR.
Seit 1975 verheiratet, gebar sie 1979 eine Tochter.
Von 1972 bis 1992 hatte Deborah Vietor-Engländer eine Stelle als Wissenschaftliche Mitarbeiterin an der Universität des Saarlandes und danach bis 2007 an der TU Darmstadt.
Sie hatte zahlreiche Veröffentlichungen zur Exil- und Shoah-Problematik, unter anderem über Yiddish in English, über die Autoren Lion Feuchtwanger, Heinrich Mann, Friedrich Torberg, Hermynia Zur Mühlen und Arnold Zweig. Sie ist Herausgeberin von The Legacy of Exile (1998), der Reihen Jüdische Bibliothek und Exil-Dokumente und der Bände Sucher und Selige (2009) und Das war meine Zeit (2013) im Rahmen der im S. Fischer Verlag erschienenen Alfred Kerr-Werkausgabe. Sie ist Gesamtherausgeberin der dreibändigen Werkausgabe Hermann Sinsheimers (Band I 2013, Band II 2017). 2016 erschien ihre Alfred-Kerr-Biographie bei Rowohlt.
2021 erschien die von ihr herausgegebene vierbändige Ausgabe der Berliner Plauderbriefe Alfred Kerrs 1897–1922 Berlin wird Berlin beim Wallstein-Verlag.
Vietor-Engländer war von 1991 bis 1996 stellvertretende Vorsitzende der Internationalen Arnold Zweig Gesellschaft und danach bis 2002 ihre Vorsitzende. Seit Mai 2017 ist sie Präsidentin der Alfred-Kerr-Stiftung. Seit 2020 ist sie im Vorstand des P.E.N. Centre of German-Speaking Writers Abroad.

## Schriften (Auswahl)
- Faust in der DDR. Lang, Frankfurt am Main 1987, zugleich Dissertation, Universität Tübingen 1986.
- (Hrsg.) The Legacy of exile: Lives, Letters, Literature. Blackwell, Oxford 1998.
- mit Eckart Früh, Ursula Seeber (Hrsg.): Hermynia Zur Mühlen: Vierzehn Nothelfer und andere Romane aus dem Exil. 2 Bände. Peter Lang, Bern 2002.
- (Hrsg.): Alfred Kerr: Sucher und Selige, Moralisten und Büßer. Literarische Ermittlungen. S. Fischer, Frankfurt 2009.
- (Hrsg.): Exil im Nebelland: Elisabeth Castoniers Briefe an Mary Tucholsky. Eine Chronik. Peter Lang, Bern 2010, ISBN 978-3-03910-037-8.
- Hermann Sinsheimers deutsch-jüdisches Schicksal. In: Kerstin Schoor (Hrsg.): Zwischen Rassenhass und Identitätssuche. Deutsch-jüdische literarische Kultur im nationalsozialistischen Deutschland. Wallstein, Göttingen 2010, ISBN 978-3-8353-0648-6, S. 285–303.
- (Hrsg.): Hermann Sinsheimer: Gelebt im Paradies. Verlag für Berlin-Brandenburg, 2013.
- (Hrsg.) Alfred Kerr: Sucher und Selige, Moralisten und Büßer. S. Fischer, Frankfurt am Main 2009.
- (Hrsg.): Alfred Kerr: Das war meine Zeit: Erstrittenes und Durchlebtes. S. Fischer, Frankfurt am Main 2013.
- Alfred Kerr – Die Biographie. Rowohlt Verlag, Berlin 2016, ISBN 978-3-498-07066-3.
- (Hrsg.): Hermann Sinsheimer: Shylock. Quintus-Verlag, 2017, ISBN 978-3-945256-10-7.
- (Hrsg.): Alfred Kerr: Was ist der Mensch in Berlin. Briefe eines europäischen Flaneurs. Aufbau-Verlag, Berlin 2017, ISBN 978-3-351-03692-8.
- (Hrsg.): Hermann Sinsheimer: Was ich lebte, was ich sah. Briefe und Theaterkritiken. Quintus-Verlag, 2020, ISBN 978-3-947215-56-0.
- (Hrsg.): Alfred Kerr: Berlin wird Berlin: Briefe aus der Reichshauptstadt 1897–1922. Wallstein Verlag, Göttingen 2021, ISBN 978-3-8353-3862-3.